# Джебали, Иссам
Иссам Джебали (араб. عصام الجبالي‎; род. 25 декабря 1991, Majaz al Bab, Беджа) — тунисский футболист, нападающий клуба «Оденсе» и сборной Туниса. 

## Клубная карьера
Джебали — воспитанник клуба «Этуаль дю Сахель». В 2009 году он дебютировал в чемпионате Туниса. 5 августа в поединке против «Джарджиса» Иссам забил свой первый гол за «Этуаль дю Сахель». В начале 2013 года Джебали был арендован  клубом «Джарджис». 12 февраля в матче против «Кайруана» он дебютировал за новую команду. 24 февраля в поединке против «Клуб Африкен» Иссам забил свой первый гол за «Джарджис».
В начале 2015 года Джебали перешёл в шведский «Вернаму». 7 апреля в матче против «Юнгшиле» он дебютировал в Суперэттан. В этом же поединке Иссам забил свой первый гол за «Вернаму».
Летом 2016 года Джебали подписал контракт с клубом «Эльфсборг». 25 июля в матче против «Эстерсунда» он дебютировал в Аллсвенскан лиге. 22 августа в поединке против «Сундсвалля» Иссам сделал хет-трик, забив свои первые голы за «Эльфсборг». Летом 2018 года Джебали перешёл в норвежский «Русенборг». Сумма трансфера составила 1,1 млн. евро. В матче против «Кристиансунна» он дебютировал в Типпелиге. В этом же поединке Иссам забил свой первый гол за «Русенборг». 4 октября в матче Лиги Европы против немецкого «РБ Лейпциг» он забил гол. 
В начале 2019 года Джебали перешёл в саудовский «Аль-Вахда». 4 февраля в матче против «Аль-Иттихад» он дебютировал в саудовской Про Лиге. 22 февраля в поединке против «Ухуда» Иссам забил свой первый гол за «Аль-Вахда». Летом 2019 года Джебали перешёл в датский «Оденсе». 9 августа в матче против «Раннерс» он дебютировал в датской Суперлиге. 10 ноября в поединке против «Люнгбю» Иссам забил свой первый гол за «Оденсе». 

## Международная карьера
9 сентября 2018 года в товарищеском матче против сборной Эсватини Иссам дебютировал за сборную Туниса. В 2022 году Джебали принял участие в Кубке Африки в Камеруне. На турнире он сыграл в матчах против команд Нигерии и Буркина-Фасо.